# Haftwertunabhängige Bremse
Haftwertunabhängige Bremsen sind Bremsen an Eisenbahnen und Schienenfahrzeugen, die in der Entwicklung ihrer Bremskraft unabhängig von dem
Kraftschluss zwischen Rad und Schiene sind.
Gängige haftwertunabhängige Bremsen sind:
- Magnetschienenbremsen
- Wirbelstrombremsen
- Zahnradbremsen
- Zangenbremsen an Bremsschienen
- Klauenbremsen, früher bei Straßenbahnen verwendet

Im weiteren Sinne zählen bei Luftfahrzeugen zu den haftwertunabhängigen Bremsen:  
- Bremsschirme
- Schubumkehrvorrichtungen